# 柳承源
柳 承源（ユ・スンウォン、朝鮮語: 유승원、1921年6月25日 - 1984年1月11日）は、大韓民国の陸軍軍人、政治家。第6・8・9・10代韓国国会議員。第9代京畿道仁川市（現・仁川広域市）長。
雅号は凡樵（ポムチョ、범초）。リュ・スンウォン（漢字同、류승원）という表記も見られる。

## 経歴
日本統治時代の黄海道の仁川出身。志願兵として日本軍に入隊。解放後は単独越南し、1949年3月2日、陸軍士官学校第8期特別第3班卒業。小隊長、中隊長、大隊長を経て第28師団連隊長。休戦後、国学大学（現・高麗大学校）法学部を経て陸軍大学特別高等班を卒業。
国防部兵務局徴収課長であった1961年、5・16軍事クーデターに参加。事前計画から核心メンバーとして参加しており、決行当日は街頭宣伝任務担当として第1空輸団を率いて李錫済、金載厚らとKBS放送局の占領に加担した。1961年5月24日から1963年2月25日まで第9代仁川市（現・仁川広域市）長を務め、その後陸軍准将として予備役に編入した。
1963年の第6代総選挙に民主共和党の公認で仁川甲選挙区から立候補して初当選し、国会議員を計4期務めた。在任中に京仁地区総合開発推進委員長、5・16民族賞理事、大統領民政首席秘書官、ボーイスカウト仁川連盟長、民主共和党京畿第1地区委員長・党紀委員長、国会交通逓信委員長、民主共和党党務委員・中央常任委員、仁荷大学校理事を歴任した。1984年1月11日、持病により銅雀区鷺梁津洞の自宅にて63歳で死去した。

## 賞勲
- ブロンズスターメダル（アメリカ合衆国）
- 花郎金星武功勲章
- 乙支武功勲章[4]
- 国家再建最高会議長 表彰状